# Langsamfahrstelle

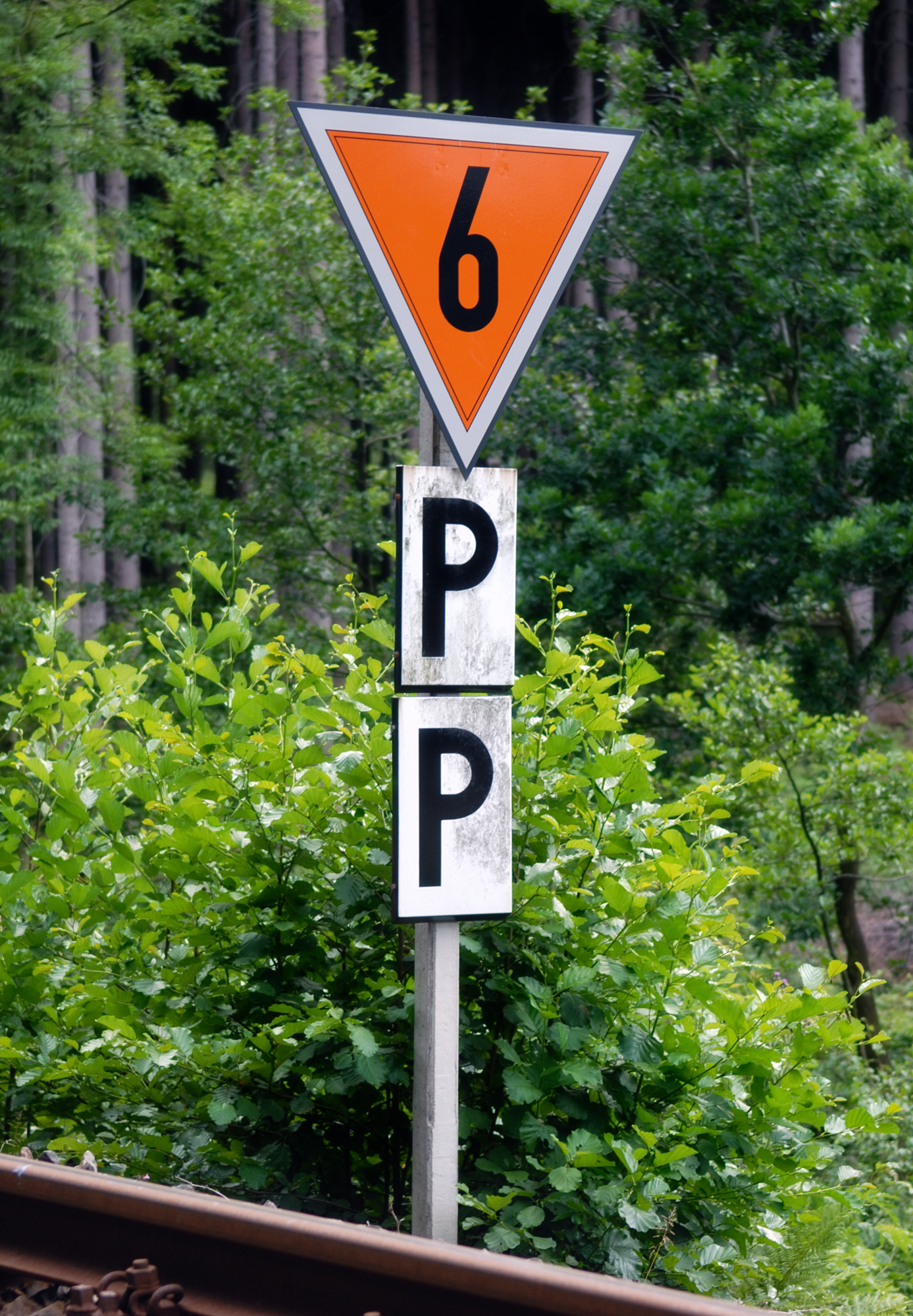
Signal Lf 6: Ankündigung einer ständigen Langsamfahrstelle (60 km/h), mit doppelter Pfeiftafel

Eine Langsamfahrstelle ist ein Gleisabschnitt einer Bahnstrecke, der nicht mit der für diesen Streckenabschnitt zulässigen Höchstgeschwindigkeit befahren werden darf. Langsamfahrstellen werden in der Regel durch Langsamfahrsignale (Lf) angekündigt und begrenzt. Man unterscheidet vorübergehende und ständige Langsamfahrstellen, die betrieblich unterschiedlich behandelt und unterschiedlich signalisiert werden. Vorübergehend eingerichtete Langsamfahrstellen werden in der wöchentlich herausgegebenen Zusammenstellung der vorübergehenden Langsamfahrstellen und anderen Besonderheiten (La) nach einem besonderen Verteiler bekannt gegeben. Die ständigen Langsamfahrstellen sind bereits in die Fahrpläne mit den entsprechenden Geschwindigkeitsangaben eingearbeitet. Eingerichtet werden sie durch das Eisenbahninfrastrukturunternehmen.

## Vorübergehende Langsamfahrstelle

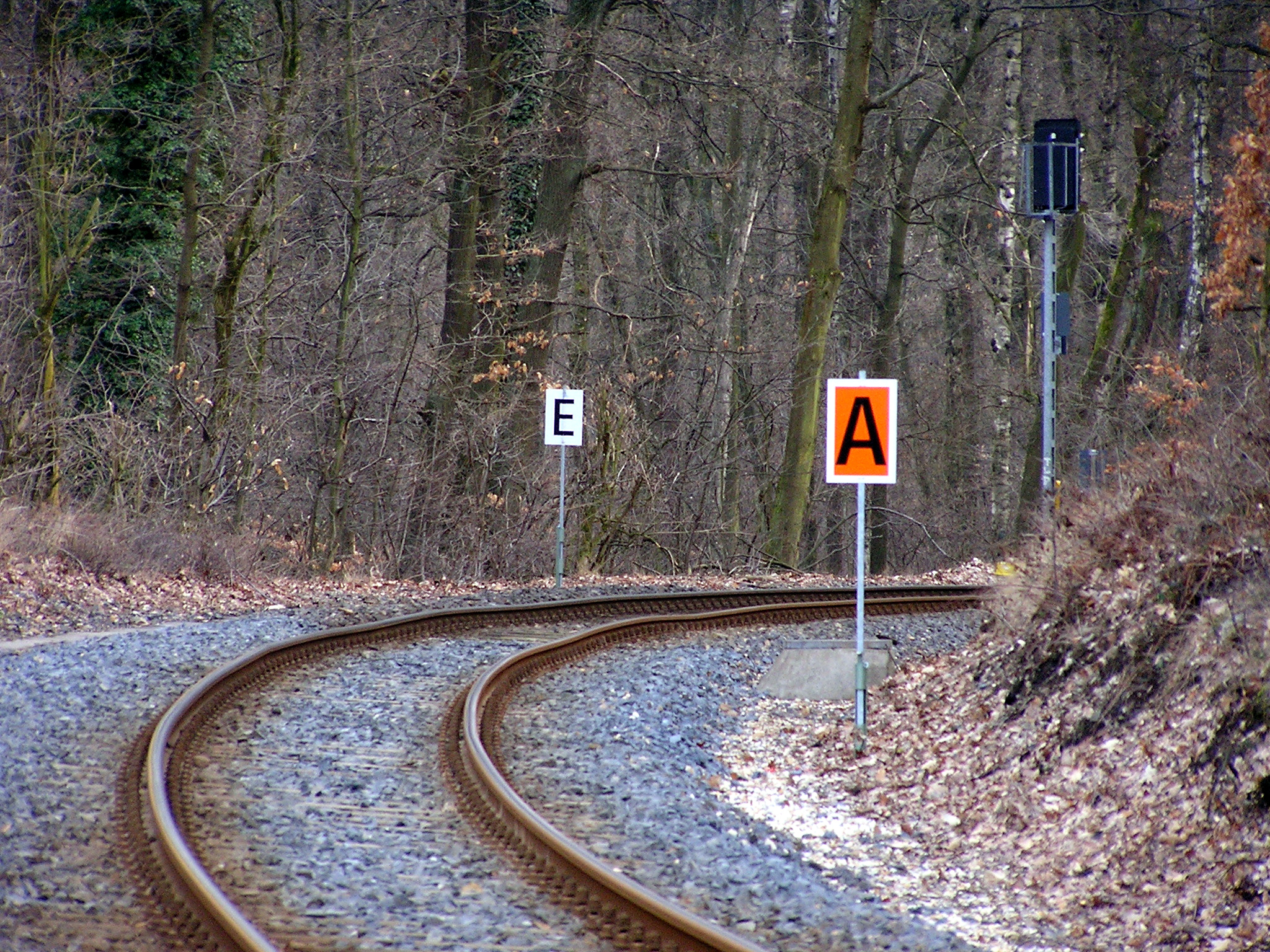
Anfang (A) und Ende (E) einer kurzen vorübergehenden Langsamfahrstelle

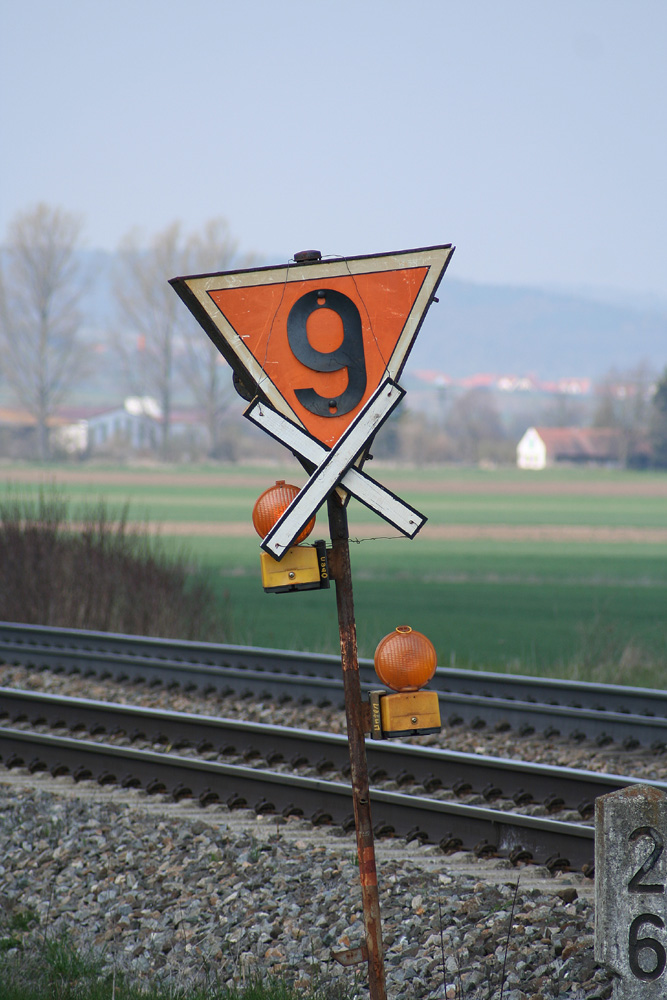
Eine aufgehobene vorübergehende 90-km/h-Langsamfahrstelle, gekennzeichnet mit ausgekreuztem Signal Lf 1 mit Kennziffer 9

Vorübergehende Langsamfahrstellen werden eingerichtet, wenn der Zustand der Strecke oder eines Bauwerkes eine Herabsetzung der Geschwindigkeit notwendig macht, zum Schutz oder im Nachlauf von Baustellen oder aus sonstigen betrieblichen Gründen. Dem Triebfahrzeugpersonal werden diese Stellen in der Regel durch Ankündigung in der La, der wöchentlich aktualisierten Zusammenstellung der vorübergehenden Langsamfahrstellen und anderen Besonderheiten, sowie durch Signalisierung vor Ort bekannt gemacht. Für letzteres dienen die Signale Lf 1 Langsamfahrscheibe, Lf 2 Anfangsscheibe und Lf 3 Endscheibe. Die Langsamfahrscheibe steht im Bremswegabstand vor der Anfangscheibe und trägt eine Kennziffer, die den zehnten Teil der ab der Anfangsscheibe bis zur Endscheibe nicht zu überschreitenden Geschwindigkeit in km/h angibt. Fehlt die Signalisierung, so erhält der Triebfahrzeugführer stattdessen einen schriftlichen Befehl. Wird eine vorübergehende Langsamfahrstelle vorzeitig wieder aufgehoben, so wird das Signal Lf 1 durchgekreuzt sowie die Signale Lf 2/3 abgebaut. Das Beispielbild zeigt ein solches Lf 1 mit Ungültigkeitskreuz.
Laut Angaben der Deutschen Bahn habe es von Januar 2013 bis Juli 2014 insgesamt 588 mängelbedingte Langsamfahrstellen gegeben. Zum 31. Juli 2014 hätten davon noch 80 bestanden. Aus dem Jahresfahrplan 2013 seien 14 Langsamfahrstellen in den Jahresfahrplan 2014 übernommen worden. Mängel-Langsamfahrstellen würden nach Angaben der Deutschen Bahn nur dann in den Jahresfahrplan übernommen, wenn eine unterjährige Beseitigung nicht möglich sei, beispielsweise bei Mängeln an einem Bauwerk.
Laut eigenen Angaben existierten im Schienennetz der Deutschen Bahn am 1. Februar 2015 72 Langsamfahrstellen. Darin seien alle mängelbedingten und behördlich angeordneten Langsamfahrstellen enthalten, nicht jedoch vorübergehend baubedingte Langsamfahrstellen. Im Geschäftsjahr 2014 hätten sich die Verspätungen aufgrund vorübergehender Langsamfahrstellen (ohne baubedingte Langsamfahrstellen) auf 3712 Stunden summiert. Dies habe einem Wert von 13,2 Sekunden pro 1000 gefahrener Zugkilometer entsprochen.
Vom 1. Januar bis 30. November 2018 gab es im Netz der Deutschen Bahn insgesamt 485 mängelbedingte oder angeordnete Langsamfahrstellen. Zwischen Einrichtung und Behebung einer Langsamfahrstelle vergingen dabei durchschnittlich 92 Tage.
Kritiker bemängeln die Zahl der Langsamfahrstellen im Netz der Deutschen Bahn. So ergab eine 2005 von Netzwerk Privatbahnen durchgeführte Untersuchung eine Steigerung der Zahl der Langsamfahrstellen in Bayern und Baden-Württemberg im Jahresvergleich von 255 auf 352 (Gesamtlänge: 261 auf 387 km). Dies stehe im Widerspruch zu Aussagen der Deutschen Bahn, wonach die Zahl der Langsamfahrstellen insgesamt konstant gehalten werde. Kritiker vermuten ferner eine erhebliche Dunkelziffer von vorübergehenden Langsamfahrstellen, die im Laufe der Jahre in die regulären Fahrpläne eingearbeitet worden seien. Eine ähnliche Untersuchung, die die Zahl der Langsamfahrstellen Mitte 2005 zu Mitte 2004 in Hessen und Rheinland-Pfalz untersuchte, ermittelte einen Rückgang um 11 Prozent, während die Länge um 14 Prozent zugenommen hatte.

## Ständige Langsamfahrstelle
Ständige Langsamfahrstellen werden in der Hauptsache an Gefahrenpunkten, beispielsweise an Bahnübergängen mit schlechten Sichtverhältnissen, oder vor Bauwerken wie Gleiswaagen und beweglichen Brücken eingerichtet, die über einen längeren Zeitraum eine Verringerung der Geschwindigkeit erfordern. Diese Langsamfahrstellen sind in den Geschwindigkeitsheften (s. Buchfahrplan) eingearbeitet.
Mittlerweile werden Strecken in der Regel komplett durchsignalisiert, sodass fast jeder im Verzeichnis der zulässigen Geschwindigkeiten (VzG) enthaltene Geschwindigkeitswechsel örtlich signalisiert ist. Die Bezeichnung des Geschwindigkeitssignals (Signal Lf 7) als Langsamfahrsignal ist daher irreführend, da er auch an Stellen steht, an denen ab dem Signal eine höhere Geschwindigkeit als vorher zugelassen ist.

## Signale in Deutschland
| Bezeichnung                                | Signalbild | Bedeutung | Bild |
| ------------------------------------------ | --- | --- | ---- |
| Lf 1 – Langsamfahrscheibe                  | Eine auf der Spitze stehende dreieckige gelbe Scheibe mit weißem Rand zeigt eine schwarze Kennziffer. Bei beschränktem Raum kann die Dreieckspitze nach oben zeigen. Bei Dunkelheit leuchten zwei nach links steigende gelbe Lichter. | Es folgt eine vorübergehende Langsamfahrstelle, auf der die angezeigte Geschwindigkeit nicht überschritten werden darf. Als Kennziffern dienen die Zahlen 1 bis 15, sowie 0,5 bei Schrittgeschwindigkeit, deren 10-facher Wert die zugelassene Geschwindigkeit in km/h angibt. |      |
| Lf 1/2 – Langsamfahrbeginnscheibe (DV 301) | Eine rechteckige gelbe Scheibe mit weißem Rand zeigt eine schwarze Kennziffer. | Auf dem am Signal beginnenden, in der Regel durch die Endscheibe begrenzten Gleisabschnitt darf die angezeigte Geschwindigkeit nicht überschritten werden. Der 10-fache Wert der Kennziffer ergibt die zugelassene Geschwindigkeit in km/h. Signal Lf 1/2 wird nur im Gebiet der früheren Reichsbahn verwendet und steht innerhalb von Bahnhöfen an Hauptgleisen, die keine durchgehenden Hauptgleise sind, oder an Nebengleisen. |      |
| Lf 2 – Anfangscheibe                       | Eine rechteckige, auf der Schmalseite stehende oder quadratisch gelbe Scheibe mit weißem Rand und schwarzem A. | Das Signal steht am Anfang des durch Signal Lf 1 angekündigten langsam zu befahrenden Gleisabschnitts. |      |
| Lf 3 – Endscheibe                          | Eine rechteckige, auf der Schmalseite stehende oder quadratische weiße Scheibe mit schwarzen E. | Das Signal steht am Ende des am Signal Lf 2 beginnenden, langsam zu befahrenden Gleisabschnitts. |      |
| Lf 4 – Geschwindigkeitstafel (DS 301)      | Eine auf der Spitze stehende dreieckige weiße Tafel mit schwarzem Rand zeigt eine schwarze Kennziffer. Bei beschränktem Raum kann die Dreieckspitze nach oben zeigen.                                                                 | Es folgt eine ständige Langsamfahrstelle, auf der die angezeigte Geschwindigkeit nicht überschritten werden darf. Dieses Signal steht auf Nebenbahnen im Bereich der früheren Deutschen Bundesbahn und bezieht sich zumeist auf einen Bahnübergang, bei dessen Erreichen die Geschwindigkeit verringert sein muss. |      |
| Lf 5 – Anfangtafel (DS 301)                | Eine rechteckige, auf der Schmalseite stehende weiße Tafel mit schwarzem A. | Die auf der Geschwindigkeitstafel (Lf 4) angezeigte Geschwindigkeit muss eingehalten werden. Dieses Signal steht auf Nebenbahnen im Bereich der früheren Deutschen Bundesbahn. Es wird nur verwendet, wenn die Stelle, von der an langsamer zu fahren ist, ausdrücklich gekennzeichnet werden muss. Bezieht sich das Signal Lf 4 auf einen Bahnübergang, ist meist keine Anfangtafel aufgestellt.                                 |      |
| Lf 6 – Geschwindigkeits-Ankündesignal      | Eine auf der Spitze stehende, schwarz und weiß umrandete dreieckige gelbe Tafel mit schwarzer Kennziffer. Bei beschränktem Raum kann die Dreieckspitze nach oben zeigen.                                                              | Ein Geschwindigkeitssignal (Lf 7) ist zu erwarten. Die Kennziffer bedeutet, dass der 10-fache Wert in km/h als Fahrgeschwindigkeit vom Signal Lf 7 ab zugelassen ist. |      |
| Lf 7 – Geschwindigkeitssignal              | Eine auf der Schmalseite stehende rechteckige oder eine quadratische weiße Tafel mit schwarzem Rand mit schwarzer Kennziffer. | Die Kennziffer bedeutet, dass der 10-fache Wert in km/h als Fahrgeschwindigkeit zugelassen ist. Die angezeigte Geschwindigkeit darf vom Signal ab nicht überschritten werden. |      |
| Lf 4 – Geschwindigkeitstafel (DV 301)      | Eine auf der Spitze stehende dreieckige, weiße Tafel mit schwarzem Rand zeigt eine schwarze Geschwindigkeitszahl. Bei beschränktem Raum kann die Dreieckspitze nach oben zeigen.                                                      | Die angezeigte Geschwindigkeit in km/h darf nicht überschritten werden. Dieses Signal ist veraltet und wird durch Signal Lf 7 ersetzt. |      |
| Lf 5 – Eckentafel (DV 301)                 | Eine rechteckige, weiße Tafel mit schwarzen Ecken. | Die durch das Signal Lf 4 angezeigte Geschwindigkeitsbeschränkung muss durchgeführt sein. Dieses Signal wird nicht mehr neu aufgestellt. |      |

In Bahnhofsausfahrten, in denen Ausfahrten sowohl mit als auch ohne Geschwindigkeitseinschränkung signalisiert werden, können in Einzelfällen Geschwindigkeitsanzeiger (Zs 3) und Geschwindigkeitssignal (Lf 7) auch gemeinsam am gleichen Mast aufgestellt werden. Dabei dient der Geschwindigkeitsanzeiger der Geschwindigkeitserhöhung nach voriger Geschwindigkeitsbegrenzung und das Geschwindigkeitssignal zur Geschwindigkeitserhöhung, wenn am vorangehenden Hauptsignal keine Geschwindigkeitsbegrenzung signalisiert wurde.

## Signale in Österreich
Die Signale für die Kennzeichnung von vorübergehenden Langsamfahrstellen bei den Eisenbahnen in Österreich entsprechen im Aussehen, bis auf kleine Unterschiede im Erscheinungsbild, den in Deutschland aufgestellten Langsamfahrsignalen.
| Bezeichnung        | Signalbild | Bedeutung | Bild |
| ------------------ | --- | --- | ---- |
| Ankündigungssignal | Eine dreieckige gelbe Scheibe mit weißem Rand und schwarzer Ziffer. Bei beschränktem Raum kann die Dreieckspitze auch nach oben zeigen. | Ankündigung einer vorübergehenden Langsamfahrstelle, auf der die durch die Ziffer angezeigte Geschwindigkeit nicht überschritten werden darf. Die Kennziffer gibt die Höchstgeschwindigkeit mit 1/10 ihres Wertes in km/h an. |      |
| Anfangssignal      | Eine rechteckige gelbe Scheibe mit weißem Rand und einer schwarzen Ziffer.                                                              | Kennzeichnet den Anfang der vorübergehenden Langsamfahrstelle. Die Kennziffer gibt die Höchstgeschwindigkeit mit 1/10 ihres Wertes in km/h an.                                                                                |      |
| Endsignal          | Eine rechteckige weiße Scheibe mit schwarzem E.                                                                                         | Kennzeichnet das Ende der vorübergehenden Langsamfahrstelle. |      |

## Signale in der Schweiz
Die dauernden Langsamfahrstellen sind in der Regel bei Kurven eingerichtet, die nur mit verringerter Geschwindigkeit befahren werden dürfen. Sie werden mit Geschwindigkeitsschwellen in der Streckentabelle gekennzeichnet, welche in der LEA geladen ist. An der Strecke werden diese mit den entsprechenden Geschwindigkeitstafeln signalisiert. Diese Schilder werden nicht innerhalb der ersten und letzten Weiche eines Bahnhofs aufgestellt.
Vorübergehende Langsamfahrstellen, meistens wegen einer Baustelle, werden angeschlagen und können elektronisch eingesehen werden. Kann diese aber nicht mindestens 72 Stunden vorher angekündigt werden, ist dem Triebfahrzeugführer zusätzlich eine Meldung zu übergeben.
| Bezeichnung                                                                               | Signalbild | Bedeutung | Bild |
| ----------------------------------------------------------------------------------------- | --- | --- | ---- |
| Vorsignal verminderte Geschwindigkeit                                                     | Eine rechteckige weiße Tafel mit schwarzem Rand und einer oder zwei schwarzen Zahlen.                                                                 | Ankündigung eines dauernd mit verminderter Geschwindigkeit zu befahrenden Streckenabschnitts. Trägt das Vorsignal zwei Geschwindigkeitsangaben, gilt die obere (kleinere) Geschwindigkeit für Züge der Zugreihen A und D sowie für Rangierbewegungen und die untere Geschwindigkeit für Züge der höheren Zugreihe R. Ab dem nachfolgenden Anfangssignal gilt die signalisierte Höchstgeschwindigkeit. |      |
| Vorsignal verminderte Geschwindigkeit bei der Rhätischen Bahn                             | Oben eine runde weiße Tafel mit rotem Rand und einer schwarzen Zahl. Unten eine rechteckige weiße Tafel mit schwarzem Rand und zwei schwarzen Zahlen. | Die Angabe auf der runden Tafel richtet sich an Züge der Zugreihe D. Sie wird angewendet, um gewisse Stahlbrücken älterer Bauart zu schonen. Fehlt die runde Tafel, gilt für die entsprechenden Züge die Geschwindigkeit der Zugreihe A. Die obere Geschwindigkeitsangabe auf der rechteckigen Tafel gilt für die Zugreihe A, die untere für die Zugreihe R.                                          |      |
| Anfangssignal verminderte Geschwindigkeit                                                 | Eine rechteckige weiße Tafel mit schwarzem Rand und drei schräg nach oben verlaufenden schwarzen Streifen.                                            | Ab diesem Signal gilt die durch das Vorsignal angezeigte verminderte Geschwindigkeit. Dem Anfangssignal folgt in der Regel ein Endsignal. |      |
| Endsignal verminderte Geschwindigkeit                                                     | Eine rechteckige weiße Tafel mit schwarzem Rand und zwei senkrechten schwarzen Streifen.                                                              | Mit diesem Signal endet die Geschwindigkeitsbeschränkung, sobald das letzte Fahrzeug am Signal vorbeigefahren ist. |      |
| Vorsignal verminderte Geschwindigkeit für Neigezüge mit Zugreihe N                        | Eine runde weiße Tafel mit rotem Rand und einer schwarzen Zahl.                                                                                       | Ankündigung eines dauernd mit verminderter Geschwindigkeit zu befahrenden Streckenabschnitts für Neigezüge. Ab dem nachfolgenden Anfangssignal gilt die signalisierte Höchstgeschwindigkeit. |      |
| Anfangssignal verminderte Geschwindigkeit für Neigezüge mit Zugreihe N                    | Eine runde weiße Tafel mit rotem Rand und drei schräg nach oben verlaufenden schwarzen Streifen.                                                      | Ab diesem Signal gilt die verminderte Geschwindigkeit. Dem Anfangssignal folgt in der Regel ein Endsignal. |      |
| Endsignal verminderte Geschwindigkeit für Neigezüge mit Zugreihe N                        | Eine runde weiße Tafel mit grauem Rand und zwei senkrechten schwarzen Streifen.                                                                       | Die verminderte Geschwindigkeit gilt, bis das letzte Fahrzeug an diesem Signal vorbeigefahren ist. |      |
| Vorsignal Langsamfahrstelle                                                               | Eine rechteckige orange Tafel, auf der sich eine schwarze Kennziffer in einem weißen Feld befindet.                                                   | Ankündigung einer vorübergehenden Langsamfahrstelle. Die Kennziffer gibt die Höchstgeschwindigkeit mit 1/10 ihres Wertes in km/h an. Es folgt ein Anfangssignal oder es kann ein Aufhebungssignal folgen. Bei Dunkelheit blinken zwei am Mast angebrachte orange Lampen. |      |
| Anfangssignal Langsamfahrstelle                                                           | Eine rechteckige orange Tafel mit einem schräg nach oben verlaufenden weißen Streifen.                                                                | Ab diesem Signal gilt die durch das Vorsignal angezeigte Geschwindigkeit. Dem Anfangssignal folgt ein Endsignal oder ein weiteres Vorsignal. Bei Dunkelheit blinkt eine am Mast angebrachte orange Lampe. |      |
| Endsignal Langsamfahrstelle                                                               | Eine rechteckige grüne Tafel mit einem nach oben zeigenden weißen Winkel.                                                                             | Mit diesem Signal endet die Geschwindigkeitsbeschränkung, sobald das letzte Fahrzeug am Signal vorbeigefahren ist. Bei Dunkelheit blinkt eine am Mast angebrachte grüne Lampe. |      |
| Aufhebungssignal Langsamfahrstelle                                                        | Eine pfeilförmige weiße Tafel mit schwarzem Rand, deren Spitze nach oben zeigt, auf der sich ein nach oben zeigender schwarzer Winkel befindet.       | Ab diesem Signal wird die vorsignalisierte Langsamfahrstelle nicht mehr befahren, weil zwischen dem Vor- und Anfangssignal gegen die Spitze zu befahrende Weichen liegen und die Verminderung nur für einzelne der möglichen Fahrwege gilt. Hat das erste Fahrzeug das Signal erreicht, gilt wieder die zulässige Höchstgeschwindigkeit.                                                              |      |
| Zusatztafel über einen Langsamfahrsignal                                                  | Eine rechteckige weiße Tafel mit schwarzem Rand und schwarz geschriebener Gleisbezeichnung.                                                           | Zur besseren Verständlichkeit können Zusatztafeln über Langsamfahrsignalen angebracht sein. Die verminderte Geschwindigkeit gilt nur für die auf der Zusatztafel vermerkten Gleise. |      |
| Zusatztafel über einen Langsamfahrsignal                                                  | Eine rechteckige weiße Tafel mit schwarzem Rand und einem oder zwei schwarzen Pfeilen.                                                                | Die Zusatztafel mit einfachem oder doppeltem Pfeil über einen Langsamfahrsignal, das zwischen zwei Gleisen steht, zeigt an, für welches Gleis das Signal gilt. |      |
| Geschwindigkeit über Gleisbrückenwaagen, Gleisbremsen, Depotanlagen, Anschlussgleise usw. | Eine rechteckige weiße Tafel mit schwarzem Rand, einer Zahl und der Maßeinheit km/h.                                                                  | Die am Signal vorgeschriebene Geschwindigkeit gilt über Gleisbrückenwaagen und Gleisbremsen. In Depotanlagen und Anschlussgleisen gilt diese Geschwindigkeit ab dem Signal. |      |

Wenn in einem Gleis mehrere verschiedene Langsamfahrstellen hintereinander signalisiert werden, ist bei einem Vorsignal, das eine höhere Geschwindigkeit anzeigt, folgendes zu beachten:
- Das Vorsignal gilt als Endsignal für die vorangehende Langsamfahrstelle, die eine geringere Geschwindigkeit hat.
- Das Vorsignal hat nur eine orange blinkende Lampe und gilt aus Anfangssignal für die zweite, mit höherer Geschwindigkeit zu befahrende Langsamfahrstelle.
- Dieses Vorsignal ist nicht mit Zugsicherung ausgerüstet.

Wenn der normale Halteort der Züge in Bahnhöfen und Haltestellen nach dem Vor- oder Anfangssignal liegt und das Anfangs- oder das Endsignal vom normalen Halteort nicht sichtbar ist, wird ein Wiederholungssignal aufgestellt. Als Wiederholungssignal wird:
- ein zweites Vorsignal (ohne Zugsicherung) verwendet, wenn dieses vor der Langsamfahrstelle steht; oder
- ein zweites Anfangssignal aufgestellt, wenn dieses im Bereich der Langsamfahrstelle steht.

### Signale für Zahnstangeneinfahrten
Bei der Einfahrt in eine Zahnstange gilt die am Vorsignal signalisierte Höchstgeschwindigkeit, bis der letzten Wagen des Zuges die Einfahrt passiert hat. Bei der Ausfahrt aus dem Zahnstangen- in einen Adhäsionsabschnitt muss die Geschwindigkeit nicht reduziert werden.
Siehe Abschnitt Zahnstangeneinfahrt im Artikel Zahnradbahn

### Frühere Gefälls- und Geschwindigkeitstafeln der Seetalbahn
Bis zur Einführung des neuen Betriebskonzepts im Dezember 2002, bei dem teilweise nach Straßenbahnvorschriften gefahren wird, kamen auf der Seetalbahn besondere kombinierte Gefälls- und Geschwindigkeitstafeln zum Einsatz.
Siehe Abschnitt Frühere Gefällstafeln der Seetalbahn im Artikel Neigungszeiger